# Eric Cartman
Eric Theodore Cartman je izmišljeni lik iz američke animirane serije South Park, i jedan od 4 glavna lika uz Stana Marsha, Kylea Broflovskog i Kennyja McCormicka. 
Glas mu posuđuje koautor serije, Trey Parker. Opisan je kao pretio, razmažen, sociopatičan, narcisoidan te zloban učenik četvrtog razreda osnovne škole, koji živi s majkom u izmišljenom gradu South Parku u američkoj saveznoj državi Colorado.
Cartman je jedan od najpopularnijih te najprepoznatljiviji lik iz South Parka te su često njegove akcije kritičari i hvalili i kritizirali. Autori South Parka, Stone i Parker izjavili da je to lik s kojim se najviše mogu poistovjetiti. Mnoge poznate publikacije i televizijski kanali su uključivali Cartmana na liste najboljih televizijskih i animiranih likova svih vremena.